# أفالانش
أفالانش (بالإنجليزية: Avalanche)‏ هو بروتوكول لامركزي مفتوح المصدر على سلسلة الكتل، ورمزه الذكي يرمز له (AVAX)، الذي تمت مشاركة أساسيات البروتوكول لأول مرة على نظام أي بي إف إس (IPFS) في مايو 2018 من قبل مجموعة مجهولة تعرف باسم "Team Rocket".